# Wissenswertes über Erlangen
Wissenswertes über Erlangen ist ein Popsong der Berliner Band Foyer des Arts aus dem Jahre 1982. Er wird der Neuen Deutschen Welle zugeordnet. Die Musik stammt von Max Goldt und Gerd Pasemann; den Text schrieb Max Goldt. Der Text karikiert den Ablauf einer touristischen Stadtrundfahrt.

## Hintergrund
Goldt hatte zuvor als Fremdenführer bei Stadtrundfahrten durch West-Berlin gearbeitet. Seine Erfahrungen flossen in die komisch überzeichnete Beschreibung dieser Bustouren ein. Das Lied erschien auf dem Album Von Bullerbü nach Babylon und wurde auch als Single ausgekoppelt.

## Musik
Die Instrumentierung bedient sich einfacher musikalischer Mittel. Kennzeichnend sind der nahezu variationslose Schlagzeug-Backbeat, die Basslinie, das Streicher-Riff sowie ein fanfarenartiges Trompeten-Motiv. Das Stück steht im 4/4-Takt und ist durch den ständigen Akkordwechsel von h-Moll und A-Dur charakterisiert. Ironischerweise beginnt der Titel mit Möwengekreische und einem Nebelhornsignal, was eine für das im Landesinneren gelegene Erlangen unpassende atmosphärische Einleitung sein mag. Allerdings gibt es dort seit 1979 den Hafen Erlangen am Main-Donau-Kanal, auch Flusskreuzfahrtschiffe zum Schwarzen Meer und Möwenschwärme verkehren in Franken.

## Inhalt
Das Lied besteht in der Strophe aus dem rhythmisierten Vortrag eines Fremdenführers, der deutschsprachigen Touristen Erlangen zeigt, dabei aber nur Aussagen tätigt, die ohne spezifischen Informationsgehalt sind („Hier links steht eine Kirche / Sie wurde erbaut in der Vergangenheit […] / Jetzt kommen wir zum Marktplatz / Im Volksmund auch das Stadtzentrum genannt“) Hinzu kommen Gemeinplätze („Diese Seite Erlangens ist weithin unbekannt“ oder „Hier stehen Vergangenheit und Gegenwart dicht beieinander“). Im Refrain wird von Max Goldt eine weibliche Touristengruppe imitiert, die singt: „Das ist ein netter junger Mann / Was der sich alles merken kann! / Es gibt ja so viel Wissenswertes über Erlangen!“; auffallend ist dabei auch die affektierte Dehnung der ersten Silbe im Wort „Erlangen“.
An den Liedtext schließt sich eine spießbürgerliche Plauderei zwischen den Touristinnen und dem Fremdenführer über deutsche Orte, Regionen und Ausflugstouren an, wobei Goldt alle Sprecherstimmen selbst spricht. Zunächst werden die Stadtbewohner mit Phrasen gelobt („Ich liebe den Humor der Erlanger, […] und Erlanger sind so gastfreundlich“), dann wird der Ton zunehmend rauer, wobei man sich über langhaarige und Jeanshosen tragende Fremdenführer sowie Zigarettenkippen auf der Straße empört. Die Gespräche enden darin, dass die Touristinnen ihre jeweiligen Heimatstädte anpreisen („Also Martha, bei uns in Bielefeld ist es ja alles viel sauberer.“ − „Ich komme aus Wolfsburg, bei uns ist es doch auch sehr schön.“)

## Rezeption
Das Lied erreichte Platz 36 der deutschen Single-Charts, was Wissenswertes über Erlangen zum kommerziell erfolgreichsten Song der Band machte. Foyer des Arts trat mit dem Lied unter anderem im Musikladen und in der ZDF-Hitparade auf.
1995 erschien eine Coverversion von Big X Feat. Stefan B.
2001 veröffentlichte Bürger Lars Dietrich eine Coverversion.